# Dadhapatna
Dadhapatna es una ciudad censal situada en el distrito de Cuttack en el estado de Odisha (India). Su población es de 5005 habitantes (2011). Se encuentra a 8 km de Cuttack  y a 15 km de Bhubaneswar.

## Demografía
Según el censo de 2011 la población de Dadhapatna era de 5005 habitantes, de los cuales 2589 eran hombres y 2416 eran mujeres. Dadhapatnatiene una tasa media de alfabetización del 88,82%, superior a la media estatal del 72,87%: la alfabetización masculina es del 95,07%, y la alfabetización femenina del 82,09%.